# عثة ذات قنبرة
عثة ذات قنبرة (الاسم العلمي: Acleris)، جنس حشرات عثية من قبيلة عثاوات فتالية وفصيلة فراشيات فتالة.
اعتبارًا من عام 2007، تضم حوالي 241 نوعًا معروفًا.